# Chejire kazakh
Le Chejire (kazakh : шежіре) est l'arbre généalogique retraçant les liens entre familles, clans et tribus chez les kazakhs et autres peuples coumans comme les tatars et les bachkirs. En règle générale, il se présente sous la forme d'une énumération d'ascendants masculins en ligne directe.
Un synonyme de Chejire est Jeti-Ata (kazakh : Жети-Ata, qu'on peut traduire littéralement en kazakh par sept grands-pères). On estime que la connaissance de son chejire (ou de ses ancêtres jusqu'à la septième génération) est obligatoire pour tous les kazakhs. Cela permet d'éviter les unions entre personnes trop étroitement apparentées.

## Les kazakhs et le chejire
Les kazakhs honorent leur chejire. De nos jours, de nombreux kazakhs tentent de retrouver leurs racines et étudient très sérieusement leur généalogie. Selon une tradition séculaire, le clan chez les kazakhs se transmet par les mâles. Mais parfois, les registres incluent aussi des femmes remarquables.

## Le chejire de nos jours
Une preuve de l'engouement massif des kazakhs pour le chejire est la publication de plusieurs ouvrages comprenant la liste des membres d'un clan donné. Le clan le plus nombreux est celui des Argyns, et représente près de trois millions de personnes (le recueil du chejire de ce clan représente trois volumes).

## Liens
- (kk) Tout au long de l'histoire du Kazakhstan.
- (ru) Chejire kazakh unique, portail de recherche généalogique.
- (ru) Portail historique.
- Chejire du clan Alimouly.
- Les tribus kazakhes dans le contexte d'une étude comparative historique.
- (ru) M. A. Alpysbes, Chejire kazakh : sources et traditions, Astana, 2013, 240 p. (lire en ligne).